# شایوواموش
شایوواموش (به مجاری:  Sajóvámos) یک منطقهٔ مسکونی در مجارستان است که در ناحیه میشکولتس واقع شده‌است. شایوواموش ۳۱٫۲۲ کیلومتر مربع مساحت و ۲٬۱۷۶ نفر جمعیت دارد.

## خواهرخوانده
شهر Mýtne Ludany خواهرخواندهٔ شایوواموش هست.